# Opowiadanie brata Ryszarda
Opowiadanie brata Ryszarda – źródło powstałe w wyniku podejmowanych w latach 1231–37 przez węgierskich dominikanów czterech wypraw do Azji, których celem było odnalezienie praojczyzny Węgrów (tzw. Magna Hungaria) i nawrócenie zamieszkujących ją pobratymców.
Brat Ryszard nie brał w nich udziału, spisał jedynie relacje ich uczestników. Jeden z nich – brat Julian, odnalazł na terenie obecnej Baszkirii potomków Węgrów, którzy nie wywędrowali do Europy i umiał się z nimi porozumieć bez tłumaczy. Sporządzony przez niego List o życiu Tatarów jest nie tylko relacją z podróży, ale i pierwszą charakterystyką Mongołów w literaturze europejskiej oraz ważnym źródłem etnograficznym o ludach zamieszkujących Azję Zachodnią w dorzeczach Wołgi i Donu (Rusowie, Bułgarzy Kamscy, Chazarowie, Alanowie kaukascy, Czerkiesi i inni) tuż przed wkroczeniem armii mongolskiej do Europy.
Teksty brata Ryszarda i Juliana spisano tuż po zakończeniu ostatniej misji.              